# Sophie de Saxe-Lauenbourg (1601-1660)
Pour les articles homonymes, voir Sophie de Saxe-Lauenbourg.
Sophie de Saxe-Lauenbourg (en allemand Sofie Hedwig von Sachsen-Lauenburg) est née à Lauenbourg (Duché de Saxe-Lauenbourg) le 24 mai 1601 et meurt à Glücksbourg le 21 mars 1660. Elle est une princesse allemande, fille de François II de Saxe-Lauenbourg et de Marie de Brunswick-Lunebourg (1566-1626).

## Mariage et descendance
Le 23 mai 1624 elle se marie à Amt Neuhaus près de Boizenburg avec le duc Philippe de Schleswig-Holstein-Sonderbourg-Glücksbourg (1584-1663), fils du duc Jean de Schleswig-Holstein-Sonderbourg (1545-1622) et de sa première épouse Élisabeth de Brunswick-Grubenhagen (1550-1586). Le mariage a quatorze enfants:
- Jean de Schleswig-Holstein-Sonderbourg-Glücksbourg (1625-1640)

- François de Schleswig-Holstein-Sonderbourg-Glücksbourg (1626-1651)

- Christian de Schleswig-Holstein-Sonderbourg-Glücksbourg, duc de Schleswig-Holstein-Sonderbourg-Glücksbourg

- Marie-Élisabeth de Schleswig-Holstein-Sonderbourg-Glücksbourg (1628-1664), en 1657, elle épouse le margrave Georges-Albert de Brandebourg-Culmbach (†1666)

- Charles de Schleswig-Holstein-Sonderbourg-Glücksbourg (1629-1631)

- Sophie de Schleswig-Holstein-Sonderbourg-Glücksbourg (1630-1652), en 1650, elle épouse Maurice de Saxe (†1681)

- Adolphe de Schleswig-Holstein-Sonderbourg-Glücksbourg (1631-1658)

- Augusta de Schleswig-Holstein-Sonderbourg-Glücksbourg (1633-1701), en 1651, elle épouse le duc Ernest-Gonthier de Schleswig-Holstein-Sonderbourg-Augustenbourg (1609-1689)

- Christine de Schleswig-Holstein-Sonderbourg-Glücksbourg (1634-1701), en 1650, elle épouse le duc Christian Ier de Saxe-Mersebourg (†1691)

- Sophie-Dorothée de Schleswig-Holstein-Sonderbourg-Glücksbourg (1636-1689), en 1653, elle épouse le duc Christian-Louis de Brunswick-Lunebourg (†1665). Veuve, elle épouse en 1668 l'électeur Frédéric-Guillaume Ier de Brandebourg (†1688)

- Madeleine de Schleswig-Holstein-Sonderbourg-Glücksbourg (1639-1640)

- Hedwige de Schleswig-Holstein-Sonderbourg-Glücksbourg (1640-1671)

- Anne de Schleswig-Holstein-Sonderbourg-Glücksbourg (1641-1642)

- Anne de Schleswig-Holstein-Sonderbourg-Glücksbourg (1643-1644)